# Vymírání v pozdním devonu
Vymírání v pozdním devonu nastalo zhruba před 360 až 375 miliony lety v období pozdního devonu (konec starších prvohor). Patří k jedněm z největších v dějinách života na Zemi a je řazeno do tzv. velké pětky vymírání.

## Příčiny
Vyhynulo tehdy patrně 19 % čeledí, 50 % rodů a 70 % všech tehdejších druhů. Analýza fosilních záznamů naznačuje, že vymírání bylo postupné a mohlo trvat až několik milionů let. Příčiny této masové extinkce nejsou zcela jasné. Hovoří se nejspíše o:
- vulkanismu (viljujské trapy na Sibiři)[2][3] a enormně silné sopečné činnosti[4]
- globálním ochlazování (poklesem koncentrace oxidu uhličitého z důvodu zvětrávání hornin),[zdroj?] jehož důsledkem byl pokles hladiny moří a pokles obsahu kyslíku v oceánech
- pádu komety[zdroj?] (snad impakt v jezeru Siljan)
- malformacích, vznikající díky ztenčení ozonové vrstvy v atmosféře s následným zaplavením povrchu UV-B zářením.[5][6] Ovšem za malformace u předchozího vymírání z velké pětky mohly pravděpodobně kovy.[7]
- supernově, pokud se prokážou netradiční izotopická složení[8]
- rychlém zalesněním, které také mohlo být základním spouštěčem této události relativně rychlé zalesnění velkých částí souše, ke kterému poprvé v dějinách života na Zemi došlo právě v pozdním devonu. Rostlinstvo (a nově rozšířené pralesní půdy) vázaly velké množství oxidu uhličitého a produkovaly kyslík, čímž výrazně pozměnily koloběh plynů v atmosféře a tím i globální podnebí.[9][10]